# Уряд Замбії
Уряд Замбії — вищий орган виконавчої влади Замбії.

## Голова уряду
- Президент — Едгар Лунгу (англ. Edgar Lungu).
- Віце-президент — Інонге Віна (англ. Inonge Wina).

## Кабінет міністрів
Склад чинного уряду подано станом на 23 жовтня 2015 року.
| Логотип | Міністерство                                                       | Міністр                                                 | Фото | Час на посаді | Час на посаді | Партія | Партія | Вебсайт |
| ------- | ------------------------------------------------------------------ | ------------------------------------------------------- | ---- | ------------- | ------------- | ------ | ------ | ------- |
|         | Міністерство внутрішніх справ                                      | Девіс Мвіла (Davies Mwila)                              |      |               |               |        |        |         |
|         | Міністерство гірництва, енергетики і водного господарства          | Крістофер Бваля Ялума (Christopher Bwalya Yaluma)       |      |               |               |        |        |         |
|         | Міністерство земель, природних ресурсів і захисту природи          | Крістабель Нджимбу (Christabel Njimbu)                  |      |               |               |        |        |         |
|         | Міністерство закордонних справ                                     | Гаррі Калаба (Harry Kalaba)                             |      |               |               |        |        |         |
|         | Міністерство інформації                                            | Чисімба Камбвілі (Chisimba Kambwili)                    |      |               |               |        |        |         |
|         | Міністерство комерції, торгівлі та промисловості                   | Маргарет Дудузі Мванакатве (Margaret Duduzi Mwanakatwe) |      |               |               |        |        |         |
|         | Міністерство молоді та спорту                                      | Вінсент Мвале (Vincent Mwale)                           |      |               |               |        |        |         |
|         | Міністерство місцевого самоврядування та житла                     | Джон Фірі (John Phiri)                                  |      |               |               |        |        |         |
|         | Міністерство оборони                                               | Річвелл Сіамунене (Richwell Siamunene)                  |      |               |               |        |        |         |
|         | Міністерство освіти і науки                                        | Майкл Кайнгу (Michael Kaingu)                           |      |               |               |        |        |         |
|         | Міністерство охорони здоров'я                                      | Джозеф Касонде (Joseph Kasonde)                         |      |               |               |        |        |         |
|         | Міністерство праці та соціального забезпечення                     | Факсон Шаменда (Fackson Shamenda)                       |      |               |               |        |        |         |
|         | Міністерство розвитку громад, у справах жінок та дитячого здоров'я | Емеріне Кабанші (Emerine Kabanshi)                      |      |               |               |        |        |         |
|         | Міністерство риболовлі та скотарства                               | Грейфорд Монде (Greyford Monde)                         |      |               |               |        |        |         |
|         | Міністерство сільського господарства                               | Гівен Лубінда (Given Lubinda)                           |      |               |               |        |        |         |
|         | Міністерство транспорту, зв'язку, робіт та постачання              | Ямфва Муканга (Yamfwa Mukanga)                          |      |               |               |        |        |         |
|         | Міністерство туризму і мистецтв                                    | Жан Капата (Jean Kapata)                                |      |               |               |        |        |         |
|         | Міністерство у справах вождів та традицій                          | Ямфва Катема (Yamfwa Katema)                            |      |               |               |        |        |         |
|         | Міністерство у справах гендеру та дітей                            | Нканду Луо (Nkandu Luo)                                 |      |               |               |        |        |         |
|         | Міністерство фінансів                                              | Александер Чикванда (Alexander Chikwanda)               |      |               |               |        |        |         |
|         | Міністерство юстиції                                               | Нгоса Сімбякула (Ngosa Simbyakula)                      |      |               |               |        |        |         |